# 埃濟內 (恰納卡萊省)
埃濟內是土耳其恰納卡萊省的城鎮，位於該國西北部，距離省府恰納卡萊約50公里，面積654平方公里，海拔高度50米，2011年人口13,550。

## 外部連結
- District governor's official website （页面存档备份，存于） （土耳其文）
- Road map of Ezine and environs （页面存档备份，存于）
- Various images and map of Ezine district （页面存档备份，存于）

39°47′24″N 26°19′57″E / 39.79000°N 26.33250°E